# イート金沢
イート金沢（イートかなざわ、eAT KANAZAWA）とは、1997年より石川県金沢市が継続開催しているメディアアートとクリエイターの祭典のこと。エレクトリック・アートタレント金沢の略称。第1回の総合プロデューサーはアートディレクターの江並直美、毎年イート金沢実行委員会委員長より指名された総合プロデューサーがテーマを企画し、人脈を駆使してゲストを招集する。
実行委員長は第1回から10回までを浜野保樹（東京大学大学院）がつとめ、第11回からは中島信也（CMディレクター、東北新社）がつとめる。
アワード、フォーラム、セミナーの3部構成。

## 歴代プロデューサー
- 第1回eAT 1997 江並直美（アートディレクター）
- 第2回eAT 1998 萩野正昭（株式会社ボイジャー代表取締役）
- 第3回eAT 1999 山口裕美（アートプロデューサー）
- 第4回eAT 2000 掛須秀一（ポストプロデューサー、ジェイ・フィルム代表取締役）
- 第5回eAT 2001 タナカノリユキ（アートディレクター）
- 第6回eAT 2002 小野寺浩幸（ミュージシャン)・池田洋一郎（株式会社オトショップ代表取締役）
- 第7回eAT 2003 河口洋一郎（大学大学院教授、CGアーティスト）
- 第8回eAT 2004 中島信也（補　中島浩二郎）
- 第9回eAT 2005 宮田人司（補　松本清一）
- 第10回eAT 2006 佐藤卓（アートディレクター）
- 第11回eAT 2007 明和電機（アートユニット）
- 第12回eAT 2008 しりあがり寿（漫画家）
- 第13回eAT 2009 石川光久（株式会社プロダクションアイジー代表取締役）
- 第14回eAT 2010 森本千絵(アートディレクター)
- 第15回eAT 2011 川井憲次(作曲家)
- 第16回eAT 2012 菱川勢一(映像家)

## 名人賞
1999年からは、名人賞が制定された。
歴代受賞者（敬称略・肩書きは受賞時点のもの）
- 1999年　樋口真嗣（特殊映像演出者）
- 2000年　中島信也（株式会社東北新社専務取締役)
- 2001年　糸井重里（コピーライター）
- 2002年　Max.V.Mathews（スタンフォード大学教授）
- 2003年　井上雄彦（漫画家）
- 2004年　宮本茂（任天堂(株)専務取締役情報開発本部長）
- 2005年　押井守（映画監督）
- 2006年　明和電機（アートユニット）
- 2007年　佐藤卓（アートディレクター）
- 2008年　原恵一（アニメーション監督）
- 2009年　川井憲次 (作曲家)
- 2010年　リリー・フランキー (イラストレーター、俳優)
- 2011年　鄭秀和 (建築家、デザイナー)